# 歐陽仁輔
欧阳仁辅（1878年—1920年），字启勋、万寿，号西平、签印，湖北沔阳人。清朝及中華民國政治人物。

## 生平
欧阳仁辅是清朝举人，后畢業于日本路矿学校。歸國後，他曾任湖北諮議局议员，南京臨時參議院議員、民元國會众议院议员。